# Бариль, Луи
Луи Бариль (фр. Louis Baril; род. в Квебеке) — канадский конькобежец, специализирующийся в шорт-треке. 6-ти кратный чемпион мира, Серебряный призёр в абсолютном зачёте чемпионата мира  1979 года. У Луи есть брат  Бенуа Бариль - неоднократный чемпион мира по шорт-треку.

## Биография
Луи Бариль, как и его брат выступал на своём первом чемпионате мира у себя на Родине в Квебеке, но в отличие от брата, сразу выиграл серебро в абсолютном зачёте. Сначала стал третьим на дистанции 500 метров, на 1000 метров был первым, а на 1500 вновь стал третьим. конкуренцию ему составлял американец Ник Томиц, но всё же Луи опередил его на 2 очка в общем зачёте. В тот же день он выиграл золотую медаль в эстафете вместе с братом  Бенуа Барилем, Гаэтаном Буше и Луи Гренье. В 1980 году на чемпионате мира в  Милане Бариль стал вторым на дистанции 1000 метров и с командой взял очередное золото эстафеты. В 1981 году он был одним из главных фаворитов на первом официальном под эгидой ISU чемпионате мира в Медоне. В первый день Бариль выиграл 1500 метров и претендовал в борьбе за 1 место. Во второй день на дистанции 1000 метров на одном из поворотов его толкнул австралиец Майкл Ричмонд, Луи отлетел на борт и лезвием конька проткнул ногу чуть выше колена. Его унесли на носилках. К финалу на 3000 метров он вышел на лёд, но из-за травмы не смог бороться за подиум.
А в эстафете помог команде выиграть первое место. В 1982 году он ещё раз выиграл золото эстафеты и после закончил карьеру шорт-трекиста.